# Geophysik

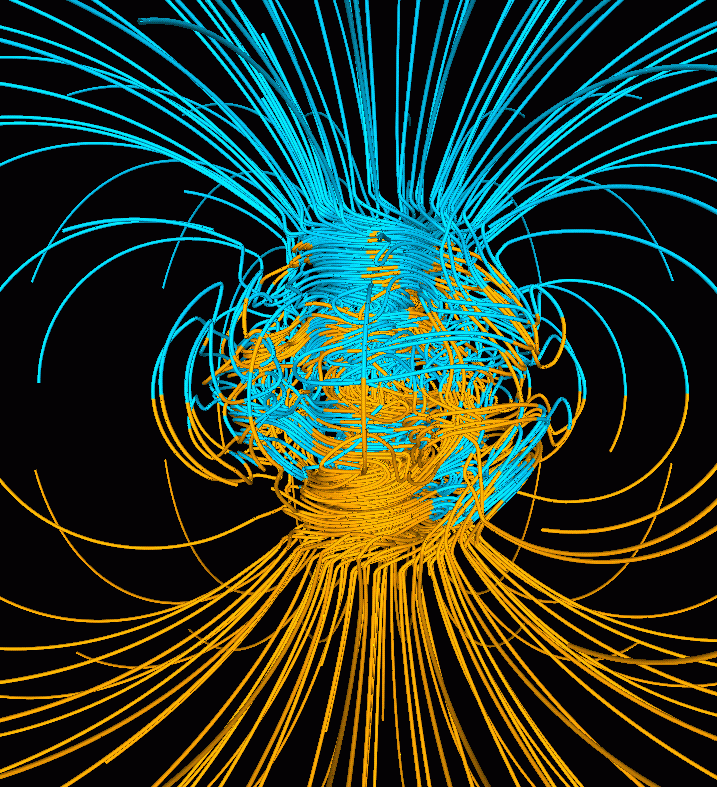
Simulation des Erdmagnetfeldes, Untersuchungsgegenstand der Geomagnetik

Die Geophysik ist die Lehre der Erforschung und Beschreibung der Erde und ihres Umfeldes mit den Methoden der Physik. Im Hinblick auf das Forschungsobjekt ist die Geophysik Teil der Geowissenschaften, im Bezug auf die wissenschaftliche Methodik gehört sie zur Physik.
Klassisch erforscht die Geophysik die physikalischen Eigenschaften und Prozesse der festen Erde, also der Erdkruste und des Erdinnern, inklusive der Form der Erde, ihrer Gravitations- und Magnetfelder, ihrer inneren Struktur und Zusammensetzung, ihrer Dynamik und deren Ausdruck an der Oberfläche durch Plattentektonik, Magmenbildung, Vulkanismus und Gesteinsbildung. In dem Zusammenhang wird sie auch als Physik des Erdkörpers oder „Geophysik im engeren Sinne“ bezeichnet.
Die moderne Definition der Geophysik umfasst im weiteren Sinn jedoch auch die Physik der Hydrosphäre, Atmosphäre und anderer Planeten, inklusive des Wasserkreislauf, der Strömungsdynamik der Ozeane und Atmosphäre, Elektrizität und Magnetismus der Ionosphäre und Magnetosphäre und der solar-terrestrischen Physik sowie analogen Problemen im Zusammenhang mit dem Mond und anderen Planeten.
In der deutschen Hochschulpolitik wurde die Geophysik bis 2020 der Gruppe der sogenannten kleinen Fächer zugerechnet, inzwischen zählt sie zu den mittelgroßen Fächern.

## Physikalische Phänomene
Die Geophysik gilt als interdisziplinäres Fach und findet in allen Bereichen der Geowissenschaften Anwendung. Um eine klarere Vorstellung davon zu bekommen, was Geophysik ist, werden in diesem Abschnitt Phänomene beschrieben, die in der Physik untersucht werden, und wie sie mit der Erde und ihrer Umgebung zusammenhängen.

### Schwerkraft

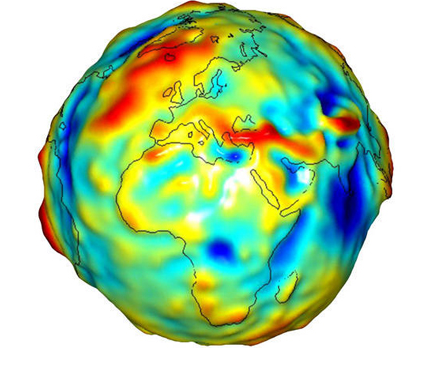
Modell des Schwerefeldes (Geoid), gemessene Abweichungen vom Rotationsellipsoid. Untersuchungsgegenstand der Gravimetrie.

Durch die Anziehungskraft von Mond und Sonne kommt es alle 24 Stunden und 50 Minuten zu Ebbe und Flut, beide wechseln sich also in einem Rhythmus von 12 Stunden und 25 Minuten ab.
Durch die Schwerkraft werden tieferliegende Schichten durch die aufliegende Gesteine kompaktiert und die Dichte steigt im Erdinneren mit der Tiefe an. Messungen der Erdbeschleunigung und des Gravitationsfeldes an der Erdoberfläche können zur Suche nach Mineralvorkommen genutzt werden (siehe Schwereanomalie und Gravimetrie). Das Schwerefeld der Oberfläche liefert Informationen über die Dynamik der tektonischen Platten. Die Geopotentialfläche, auch Geoid genannt, ist eine Modelllieurng des Erdschwerefelds. Das Geoid wäre der globale mittlere Meeresspiegel, wenn die Ozeane im Gleichgewicht wären und sich durch die Kontinente erstrecken könnten (z. B. durch sehr schmale Kanäle).

### Wärmefluss

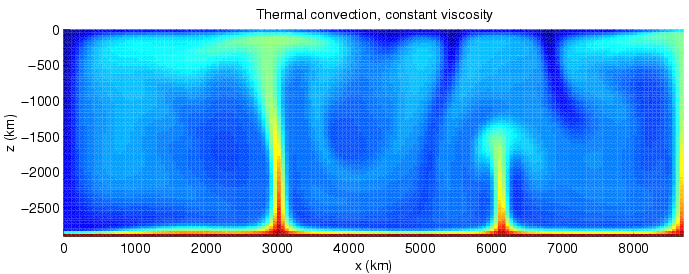
Modellierung des Wärmeflusses, insbesondere der thermischen Konvektion, im Erdmantel. Die roten pilzförmigen Aufstiegsstrukturen sind Mantelplumens.

Der aus der auskühlenden Erde resultierende Wärmefluss erzeugt sowohl das Erdmagnetfeld (Geodynamo) als auch die Plattentektonik (Mantelkonvektion). Die wichtigsten Wärmequellen sind die primordiale Wärme und Radioaktivität, aber auch Phasenübergänge tragen dazu bei. Die Wärmeübertragung erfolgt hauptsächlich durch thermische Konvektion, obwohl sie über zwei thermische Grenzschichten, die Kern-Mantel-Grenze und die Lithosphäre, hinweg stattfinden muss, über welche die Wärme durch Wärmeleitung transportiert wird. Eine wichtige Rolle spielen während der Konvektion die für den Aufstieg von Material vorgeschlagenen Mantelplumes, die große Teil der Wärme des Mantels durch Stofftransport bis zur Lithosphäre transportieren können. Der insgesamt an der Erdoberfläche resultierende Wärmefluss beträgt etwa {\displaystyle 4.2\cdot 10^{13}{\text{W}}} und stellt die Grundlage für die Energieförderung in der Geothermie dar.

### Seismische Wellen

Fortpflanzung seismischer Wellen im Erdinneren, unterteilt wird in P- und S-Wellen, von denen sich nur P-Wellen durch den flüssigen äußeren Erdkern ausbreiten können.

Seismische Wellen sind Schwingungen, die sich durch die Erde (Raumwellen) und entlang ihrer Oberfläche ausbreiten (Oberflächenwellen). Die Wellen werden mithilfe von Seismographen als Seismogramme aufgezeichnet. Messungen seismischer Wellen können zum einen der Erforschung der Quelle, z. B. Position und Herdmechanismus eines Erdbebens, aber auch der Strukturerkundung, also der Erforschung des Mediums, basierend auf dem Ausbreitungsverhaltens der Wellen in diesem, dienen. Die gesamte Erde besitzt eine kontinuierliche Eigenschwingung und jede Messung zeigt kontinuierliches Hintergrundrauschen, die als Mikroseimik bezeichnet wird.
Es wird in die Seismik und die Seismologie unterschieden, die Seismologie befasst sich mit Erdbeben und anderen Phänomenen natürlicher seismischer Wellen, während sich die Seismik primär mit künstlich angetretenen Wellen, also Wellen die für die Messung selbst erzeugt werden, befasst. Als direkte Konsequenz eines Erdbebens ist die Erforschung und Registrierung seismischer Wellen fundamentaler Bestandteil des Katastrophenschutzes.

### Elektrizität
Im globalen Stromkreis, abwärts von der Ionosphäre in die Erde und durch Gewitter wieder aufwärts, fließt ein Strom von etwa 1800 Ampere. Der Fluss manifestiert sich durch Blitze unter den Wolken und Sprites über den Wolken. In Oberflächennähe besteht ein abwärts gerichtetes elektrisches Feld von durchschnittlich 120 Volt pro Meter. Relativ zur festen Erde ist die Atmosphäre durch kosmische Strahlung positiv geladen.
In geophysikalischen Untersuchungen, insbesondere in der Prospektion, werden eine Vielzahl von elektrischen Methoden eingesetzt, die als Geoelektrik bezeichnet werden. Die Methoden beruhen entweder auf der Messung von Eigenpotentialen oder der Einspeisung von erzeugten Strömen in den Untergrund, deren Spannungsabfall bei Ankunft an Messsonden verwendet wird um die Widerstandsverteilung im Boden zu rekonstruieren und so auf verschieden leithfähige Materialien rückzuschließen.

### Elektromagnetische Wellen
Natürliche elektromagnetische Wellen treten insbesondere in der Ionosphäre, Magnetosphäre und dem äußeren Erdkern auf.
Die Erzeugung von elektromagnetischen Wellen ist häufiger Gegenstand der geophysikalischen Prospektion, so z. B. dem Bodenradar, der Elektromagnetischen Induktionsmessung (EMI), der Transienten-Elektromagnetik (TEM) oder der Magnetotellurik.

### Magnetismus

Vereinfachte Illustration des Geodynamo-Mechanismus.

Das Erdmagnetfeld schützt die Erde vor kosmischer Strahlung, insbesondere dem Sonnenwind, und wird seit langem zur Navigation genutzt. Es hat seinen Ursprung im äußeren Erdkern, in dem durch den Wärmefluss der auskühlenden Erde das flüssige Metall in Bewegung gesetzt (Konvektion) und durch die Corioliskraft zu schraubenförmiger Rotation gebracht wird. Die Wechselwirkung des sich bewegenden leitfähigen Materials mit dem Erdmagnetfeld erzeugt elektrische Ströme (Induktion), die wiederum eigene Magnetfelder erzeugen und so das Erdmagnetfeld aufrechterhalten.

Der (geo)magnetische Pol und die zugehörige Achse (rosa Linie) sind zum geografischen Pol und der Rotationsachse (blaue Linie) verkippt.

Schema der Magnetosphäre. Sonnenwinde strömen von links nach rechts.

Das Erdfeld entspricht in etwa einem gekippten Dipol, ändert sich jedoch im Laufe der Zeit (ein Phänomen, dass als geomagnetische säkulare Variation bezeichnet wird). Meistens bleibt der geomagnetische Pol in der Nähe des geografischen Pols, aber in zufälligen Abständen von durchschnittlich 440.000 bis zu einer Million Jahren kehrt sich die Polarität des Erdfeldes um. Diese Polsprünge umfassen 184 Polaritätsintervalle in den letzten 83 Millionen Jahren, wobei sich die Häufigkeit im Laufe der Zeit ändert, wobei die jüngste kurze vollständige Umkehrung des Laschamp-Ereignis vor 41.000 Jahren während der letzte Eiszeit stattfand. Im Rahmen der Magnetostratigraphie werden in die Magnetisierung von Gesteinen zur Datierung und Plattenrekonstruktion genutzt.
Die in der geophysikalischen Untersuchung des Magnetfeldes wird als Geomagnetik bezeichnet und umfasst die Erforschung des Erdmagnetfeldes selbst und Methoden zur geophysikalischen Prospektion mithilfe der Detektion magnetischer Anomalien.

### Radioaktivität

Beispiel für eine radioaktive Zerfallskette (siehe Radiometrische Datierung).

Der radioaktive Zerfall ist für etwa 80 % der erdinneren Wärme verantwortlich und treibt den Geodynamo und die Plattentektonik an. Die wichtigsten wärmeproduzierenden Isotope sind Kalium-40, Uran-238, Uran-235 und Thorium-232. Radioaktive Elemente werden aufgrund ihrer Zerfallsraten für die radiometrische Datierung verwendet und bilden daher die Grundlage für die wichtigste Methode zur absoluten Datierung in der Geochronologie.
Radiometrische Kartierungen mit boden- und flugzeuggestützter Gammaspektrometrie können verwendet werden, um die Konzentration und Verteilung von Radioisotopen nahe der Erdoberfläche aufzuzeichnen und daraus Lithologie und Alteration abzuleiten.

### Fluiddynamik
Fluidbewegungen treten in der Magnetosphäre, der Atmosphäre, den Ozeanen, dem Mantel und dem Kern auf. Selbst der Erdmantel fließt trotz seiner enormen Viskosität über lange Zeiträume wie eine Flüssigkeit. Dieses Fließen spiegelt sich in Phänomenen wie Isostasie, postglazialer Landhebung und Mantelplumes wider. Die Mantelströmung treibt die Plattentektonik an, und die Strömung im Erdkern treibt den Geodynamo an.
Die geophysikalische Fluiddynamik ist ein wichtiges Werkzeug in der physikalische Ozeanographie und der Meteorologie. Die Rotation der Erde hat tiefgreifende Auswirkungen auf die Fluiddynamik, insbesondere aufgrund des Coriolis-Effekts. In der Atmosphäre führt sie zu großräumigen Mustern wie den Rossby-Wellen und bestimmt die grundlegenden Zirkulationsmuster von Stürmen. Im Ozean treibt sie die großräumige Zirkulationsmuster sowie Kelvin-Wellen und Ekman-Spiralen an der Meeresoberfläche an. Im Erdkern verursacht sie die spiralenförmige Zirkulation des geschmolzenen Eisens.
Wellen und andere Phänomene in der Magnetosphäre können mit der Magnetohydrodynamik modelliert werden.

### Materialphysik
Die physikalischen Eigenschaften von Mineralen (Mineralphysik) und Gesteinen (Petrophysik) müssen verstanden werden, um aus den physikalischen Messungen (z. B. Ausbreitungsverhalten seismischer Wellen) die Zusammensetzung der Erde ableiten zu können. In der Mineral- und Petrophysik werden vor allem elektrische, magnetische, elastische und thermische Eigenschaften erforscht sowie die Eigenschaften von Porenraum und Matrix (Porosität, Dichte, Permeabilität, Kapillardruck), Bruch- und Deformationsvorgängen und von Radioaktivität und Wärmeproduktion.

## Disziplinen
Die Geophysik lässt sich nach unterschiedlichen Kriterien in weitere Teilgebiete untergliedern. Je nach gewähltem Kriterium ergeben sich unterschiedliche Untergliederungen, deren enthaltene Teilgebiete sich teils überlappen können.

### Unterteilung nach Sphären
Im allgemeinen Sinne ist die Geophysik die Wissenschaft von den physikalischen Erscheinungen des Planeten Erde, der aus dem festen Erdkörper, der Wasserhülle und der gasförmigen Hülle besteht. In dieser sehr weiten Definition umfasst die Geophysik folgende Teildisziplinen:
- Die Physik des Erdkörpers, oft auch als „Geophysik im engeren Sinne“ bezeichnet.[3][5] Dieser Bereich gliedert sich wiederum in folgende Teildisziplinen:
  - Physikalische Geodäsie und Gravimetrie
  - Seismologie und die Struktur des Erdinneren
  - Erdmagnetismus
  - Geodynamik
  - Geothermie
  - Petrophysik
  - Geoinformatik
  - geophysikalische Prospektion
    - Geoelektrik
    - Seismik
    - Geomagnetik
    - Bodenradar
    - Gravimitrie
    - Bohrlochgeophysik
- Die Physik der Hydrosphäre
  - Ozeanographie
  - Hydrologie
  - Hydrogeophysik[27]
  - Wasserbau und Wasserwirtschaft
- Die Physik der Atmosphäre
  - Meteorologie
- Die Physik der Hochatmosphäre und der Magnetosphäre
  - Aeronomie
- Die Physik der Planeten, als Verallgemeinerung der Geophysik auf andere Planeten[28]
  - Planetologie

### Unterteilung nach Methodik und Anwendung
Alternativ lässt sich die Geophysik auch nach den verwendeten Forschungsmethoden und deren Anwendungsbezug untergliedern. Dabei wird analog zur Physik die theoretische und experimentelle Geophysik unterschieden und nach Anwendung in die Angewandte und Allgemeine Geophysik unterteilt:
- Die theoretische Geophysik befasst sich mit den mathematischen Grundlagen der Geophysik und deren Anwendung zur Simulation geophysikalischer Vorgänge. Einige typische Themen der theoretischen Geophysik sind die Strömungsmechanik, die Potentialtheorie, die Wellengleichungen oder die Geodynamik.
- Die experimentelle Geophysik befasst sich mit Laborversuchen. Häufig geht es dabei um die Untersuchung von Materialeigenschaften, unter Bedingungen, wie sie im Erdinnern herrschen. Handelt es sich bei den untersuchten Materialien um Gesteine, so nennt man diesen Forschungszweig auch Petrophysik. Ein typisches Beispiel wäre die Bestimmung der Schall-Leitfähigkeit verschiedener Gesteine unter hohem Druck in einer Materialpresse. Letztlich wird manchmal auch die Numerische Simulation der experimentellen und nicht der theoretischen Geophysik zugeordnet.[29]
- Die Angewandte Geophysik befasst sich mit der Erkundung des Untergrundes mit geophysikalischen Messmethoden für praktische Anwendungen. Am bedeutendsten ist die Exploration zur Suche von Rohstoffen, wie zum Beispiel Erdöl, Wasser oder Erzen. Auch die Auffindung geeigneter Endlagerstätten, die Untersuchung von Deponien und anderen Altlasten, die Baugrunduntersuchung und die Untersuchung des Untergrundes zu Zwecken der Landwirtschaft (Agrogeophysik) fallen in diesen Bereich. Letztlich werden Methoden der angewandten Geophysik auch für akademische Fragestellungen, insbesondere in der Archäologie (Archäometrie), eingesetzt. Werden geophysikalische Erkundungen nicht von der Erdoberfläche, sondern von einem Bohrloch aus durchgeführt, so spricht man von der Bohrlochgeophysik, einem weiteren Unterbereich der angewandten Geophysik. Die Angewandte Geophysik bewegt sich dabei an der Schnittstelle zwischen Natur- und Ingenieurwissenschaften.
- Die Allgemeinen Geophysik, Grundlagenforschung bezüglich der Prozesse und Felder des gesamten Erdkörpers.

### Unterteilung nach Verfahren
Da sich die Geophysik vornehmlich mit jenen Gebieten der Erde befasst, die für direkte Messungen nicht zugänglich sind, werden oft Verfahren der Fernerkundung eingesetzt. Diese laufen meist darauf hinaus, dass ein physikalisches Feld nahe der Erdoberfläche ausgemessen wird, um es dann mit mathematischen Methoden in die interessierenden Tiefen- oder Höhenbereiche zu extrapolieren. Die Details der angewandten Mess- und Auswertungsverfahren variieren stark je nach der untersuchten Messgröße (Erdbeschleunigung, elektrische oder magnetische Feldstärke etc.), dem beobachteten Frequenzbereich und der dabei auftretenden grundlegenden Feldcharakteristik (Potentialfeld, Diffusionsfeld oder Wellenfeld; abhängig von den zugrunde liegenden Differentialgleichungen). Insbesondere die Feldcharakteristik hat großen Einfluss auf die verwendbaren Auswertungsverfahren. Daher seien hier einige typische Erkundungsverfahren der Geophysik nach der zutreffenden Feldcharakteristik aufgeführt:
- Potentialverfahren (Potentialfelder, elliptische Differentialgleichungen)
  - Geoelektrik
  - Geomagnetik
  - Geothermik
  - Gravimetrie
- Diffusionsverfahren (Diffusionsfelder, parabolische Differentialgleichungen):
  - Magnetotellurik (MT, auch Spezialformen wie AMT, LMT, RMT)
  - Geoelektromagnetik (inklusive Transienter Elektromagnetik, kurz TEM)
  - Very Low Frequency (kurz VLF-Verfahren)
- Wellenverfahren (Wellenfelder, hyperbolische Differentialgleichungen):
  - Seismologie und Seismik
  - Georadar (Ground Penetrating Radar, kurz GPR)
- Sonderfall (Strahlung):
  - Radiometrie

## Geschichte
Die Geophysik hat sich erst im 19. Jahrhundert als eigenständige Disziplin herausgebildet, und zwar aus dem Schnittpunkt von physikalischer Geografie, Geologie, Astronomie, Meteorologie. Viele geophysikalische Phänomene – wie das Magnetfeld der Erde und Erdbeben – werden jedoch schon seit der Antike untersucht.

### Antike und klassische Epochen
Die Erforschung der Erde geht auf elementare Erkenntnisse in der Antike zurück. Der erste berichtete Magnetkompass geht auf das 4. Jahrhundert vor Christus in China zurück, dieser konnte jedoch seine Magnetisierung nicht lange genug aufrechterhalten, um für die Meeresnavigation nützlich zu sein. Die erste Erwähnung eines Kompasses in Europa stammt aus dem Jahr 1190 n. Chr. Um 240 v. Chr. schlussfolgerte Eratosthenes von Kyrene, dass die Erde rund ist, und maß den Erdumfang mithilfe von der Geometrie des Sonneneinfalls mit großer Genauigkeit und entwickelte ein System der Breiten- und Längengrade.
Der vielleicht früheste Beitrag zur Seismologie war die Erfindung eines Seismoskops durch Zhang Heng im Jahr 132 n. Chr. Dieses Instrument war so konzipiert, dass es eine Bronzekugel aus dem Maul eines Drachens in das Maul einer Kröte fallen ließ. Indem man nachsah, welche von acht Kröten die Kugel hatte, konnte man die Richtung des Erdbebens bestimmen.
Einige Informationen über Erdbeben finden sich in Aristoteles Meteorology, in Naturalis Historia von Plinius dem Älteren und in Strabos Geographica. Aristoteles und Strabo zeichneten Beobachtungen über Gezeiten auf. Der griechische Philosoph Empedokles (ca. 490–430 v. Chr.) unternahm den ersten Versuch, Vulkane auf natürliche, wenn auch abwegige, Weise zu erklären. Plinius der Ältere stellte fest, dass einem Ausbruch Erdbeben vorausgingen.

### Moderne Wissenschaft
Eine der Veröffentlichungen, die den Beginn der modernen Wissenschaft markierten, war William Gilberts De Magnete (1600), ein Bericht über eine Reihe sorgfältiger Experimente zum Magnetismus. Gilbert schlussfolgerte, dass Kompasse nach Norden zeigen, weil die Erde selbst magnetisch ist.
1687 veröffentlichte Isaac Newton seine Principia, die nicht nur die Grundlagen der klassischen Mechanik und der Gravitation bildeten, sondern auch eine Reihe geophysikalischer Phänomene (z. B. Gezeiten) erklärten und durch verschiedene Autoren auf mehrere Bereiche erweitert wurden: So auf Form, Dichte und Schwerefeld der Erde (Pierre Bouguer, Alexis Clairaut und Henry Cavendish), Magnetfeld der Erde (Alexander von Humboldt, Edmund Halley und Carl Friedrich Gauß), Seismologie (John Milne und Robert Mallet) sowie Alter, Wärme und Radioaktivität der Erde (Arthur Holmes und William Thomson, 1. Baron Kelvin).
Blaise Pascal entdeckte 1648 erneut, dass der atmosphärische Druck mit der Höhe abnimmt, und folgerte daraus, dass über der Atmosphäre ein Vakuum herrscht. Das erste Seismometer, ein Instrument zur kontinuierlichen Aufzeichnung der seismischen Aktivität, wurde 1844 von James Forbes gebaut.

### Als Disziplin
Die erste bekannte Verwendung des Wortes Geophysik stammt aus dem Deutschen von Julius Fröbel im Jahr 1834. In den folgenden Jahrzehnten wurde der Begriff gelegentlich verwendet, setzte sich aber erst durch, als ab 1887 mit Beiträge zur Geophysik erste Zeitschriften zu diesem Thema erschienen. Das spätere Journal of Geophysical Research wurde 1896 unter dem Titel Terrestrial Magnetism gegründet. 1898 wurde an der Universität Göttingen ein Geophysikalisches Institut gegründet, und Emil Wiechert erhielt den weltweit ersten Lehrstuhl für Geophysik. Einen internationalen Rahmen für die Geophysik bildete die Gründung der International Union of Geodesy and Geophysics im Jahr 1919.

## Institutionen

### Universitäten
Geophysikalische Studiengänge werden nicht an allen Universitäten angeboten. Die Schwerpunktsetzung unterscheidet sich zwischen den einzelnen Hochschulen hinsichtlich geophysikalischer Fachbereiche. Manche Hochschulen bieten Geophysik als eigenständiges Fach an und andere Geophysik als Studienrichtung bzw. Schwerpunkt in den Studienfächern Geowissenschaften oder Physik (siehe Karte). Die Anteile an geophysikalischen Inhalten können sich dabei unterscheiden und sind an der jeweiligen Hochschule herauszufinden.
Folgende Hochschulen in Deutschland bieten geophysikalische Studiengänge an:
- RWTH Aachen
  - B.Sc. Angewandte Geowissenschaften (geophysikalische Module)
  - B.Sc. Georessourcenmanagement (geophysikalische Module)
  - M.Sc. Applied Geophysics
  - M.Sc. Angewandte Geowissenschaften (geophysikalische Wahlmodule)
  - M.Sc. Georessourcenmanagement (geophysikalische Wahlmodule)

- Freie Universität Berlin
  - B.Sc.in Geologischen Wissenschaften (geophysikalische Module)
  - M.Sc. der Geologischen Wissenschaften / Schwerpunkt Geophysik

- Technische Universität Berlin
  - B.Sc. Geotechnologie / Wahlbereich Angewandte Geophysik
  - M.Sc. Geotechnologie / Schwerpunkt Angewandte Geophysik[41]

- Rheinische Friedrich-Wilhelms-Universität Bonn
  - B.Sc. Geowissenschaften
  - M.Sc. Physik der Erde und Atmosphäre (in Kooperation mit der Universität zu Köln)

- Technische Universität Braunschweig
  - B.Sc. Physik mit Vertiefungsrichtung Geo- und Astrophysik
  - M.Sc. Physik mit Vertiefungsrichtung Geo- und Astrophysik

- Universität Bremen
  - B.Sc. Geowissenschaften (geophysikalische Module)
  - M.Sc. Geowissenschaften (geophysikalische Module)
  - M.Sc. Marine Geosciences

- Ruhr-Universität Bochum
  - B.Sc. Geowissenschaften (geophysikalische Module)
  - M.Sc. Geowissenschaften[42]
- Universität Greifswald
  - B.Sc. Geologie (geophysikalisches Wahlmodul)[43]

- Johann Wolfgang Goethe-Universität Frankfurt am Main
  - B.Sc. Geowissenschaften
  - M.Sc. Geowissenschaften / Schwerpunkt Geophysik

- Technische Universität Bergakademie Freiberg
  - B.Sc. Geophysik und Geoinformatik
  - M.Sc. Geophysik

- Georg-August-Universität Göttingen
  - B.Sc. Physik mit Schwerpunkt Astro- und Geophysik
  - M.Sc. Physik / Forschungsschwerpunkt Astro- und Geophysik

- Universität Hamburg
  - B.Sc. Geophysik/Ozeanographie
  - M.Sc. Geophysik

- Friedrich-Schiller-Universität Jena
  - B.Sc. Geowissenschaften[44] (geophysikalische Pflicht- und Wahlpflichtmodule)
  - M.Sc. Geophysik[45]

- Karlsruher Institut für Technologie
  - B.Sc. Geophysik
  - M.Sc. Geophysik

- Christian-Albrechts-Universität zu Kiel
  - B.Sc. Physik des Erdsystems: Meteorologie-Ozeanographie-Geophysik
  - M.Sc. Geophysik
  - M.Sc. Marine Geosciences
  - M.Sc. Climate Physics: Meteorology and Physical Oceanography

- Universität zu Köln
  - B.Sc. Geophysik und Meteorologie
  - M.Sc. Physik der Erde und Atmosphäre (in Kooperation mit der Universität Bonn)

- Universität Leipzig
  - M.Sc. Earth System Data Science & Remote Sensing

- Ludwig-Maximilians-Universität München
  - B.Sc. Geowissenschaften (Vertiefungsrichtung Geophysik)
  - M.Sc. Geophysics

- Westfälische Wilhelms-Universität Münster
  - B.Sc. Geophysik
  - M.Sc. Geophysik

- Universität Potsdam
  - B.Sc. Geowissenschaften (Schwerpunktsetzung Geophysik möglich)
  - M.Sc. Geowissenschaften / Vertiefungsrichtung Geophysik

### Forschungseinrichtungen
Zu den international tätigen (außeruniversitären) Forschungseinrichtungen Deutschlands mit Schwerpunkten in Geophysik zählen:
- Alfred-Wegener-Institut für Polar- und Meeresforschung (AWI), Bremen
- Deutsches GeoForschungsZentrum (GFZ), Potsdam
- Deutsches Zentrum für Luft- und Raumfahrt (DLR), Köln
- Geozentrum Hannover
  - Leibniz-Institut für Angewandte Geophysik (LIAG)
  - Bundesanstalt für Geowissenschaften und Rohstoffe (BGR)
- Helmholtz-Zentrum für Ozeanforschung (GEOMAR), Kiel

### Fachverbände
Die globalen Forschungsagenden der Geophysik werden im Rahmen der IUGG (Internationale Union für Geodäsie und Geophysik) und ihren 7 Assoziationen koordiniert.
Die weltweit größte Geophysikalische Gesellschaft mit Schwerpunkt im akademischen Bereich ist die American Geophysical Union (AGU) mit über 58.000 Mitgliedern. Der größte Dachverband angewandter Geophysik, speziell der Rohstoffsuche ist die Society of Exploration Geophysicists (SEG) mit ca. 28.000 Mitgliedern. Die Deutsche Geophysikalische Gesellschaft (DGG) ist mit ungefähr 1.000 Mitgliedern der größte deutsche geophysikalische Fachverband.